# Film televisivi de La signora in giallo
Dopo la produzione degli episodi che compongono le dodici stagioni della serie, sono stati realizzati anche quattro film per la televisione de La signora in giallo, trasmessi per la prima volta tra il 1997 e il 2003.
| nº | Titolo originale   | Titolo italiano                | Prima TV USA    | Prima TV Italia |
| -- | ------------------ | ------------------------------ | --------------- | --------------- |
| 1  | South by Southwest | Vagone letto con omicidio      | 2 novembre 1997 | 9 giugno 1999   |
| 2  | A Story to Die For | Appuntamento con la morte      | 18 maggio 2000  | 7 giugno 2005   |
| 3  | The Last Free Man  | L'ultimo uomo libero           | 2 maggio 2001   | 21 giugno 2005  |
| 4  | The Celtic Riddle  | La ballata del ragazzo perduto | 9 maggio 2003   | 14 giugno 2005  |

## Vagone letto con omicidio
- Titolo originale: South by Southwest
- Diretto da: Anthony Pullen Shaw
- Scritto da: Derek Marlowe, Mark A. Burley
- Cast: Angela Lansbury (Jessica Fletcher), Mel Harris (Sarah McLeish), Ray Baker (Wilder), Cliff Bemis (Loomis), Keith David (Algric Bartles), Harriet Sansom Harris (Millie Ogden), Richard Riehle (Jack Ogden), John Vargas (Guzman), Elya Baskin (Boris), Michael Krawic (Radley), Nelson Mashita (Takano), Susan Blommaert (Dottie), Stuart Proud Eagle Grant (Jim Sunrise), Rance Howard (Jarvis Bean), Lisa LaCroix (Pearl Sunrise)

### Trama
Sul treno diretto a El Paso Jessica conosce Sarah, testimone oculare in un caso di omicidio. A un certo punto la giovane donna scompare dal treno: Jessica non la trova da nessuna parte nonostante il convoglio non si sia mai fermato. La signora in giallo indaga.

## Appuntamento con la morte
- Titolo originale: A Story to Die For
- Diretto da: Anthony Pullen Shaw
- Scritto da: J. Michael Straczynski
- Cast: Angela Lansbury (Jessica Fletcher), Richard Crenna (Warren Pierce), Robert Mailhouse, Kathryn Morris (Patricia Williams), Steven Culp (William Batsby), Duncan Regehr (Yuri Malenkovich), Alan Fudge, Jay Acovone (Lt. Det. Bob Mankowski)

### Trama
Durante un convegno di intellettuali, viene ucciso uno scrittore russo, ex capo del KGB. L'omicidio sembra voler mettere a tacere alcune verità scottanti, contenute nell'ultimo libro della vittima. Jessica Fletcher verrà coinvolta nelle indagini.

## L'ultimo uomo libero
- Titolo originale: The Last Free Man
- Diretto da: Anthony Pullen Shaw
- Scritto da: Matthew Sommer
- Cast: Angela Lansbury (Jessica Fletcher), Phylicia Rashād (Cassandra Hawkins), Michael Jace (Samuel Pinckney), David Ogden Stiers (Stanford Thornton), Madison Mason (Charles Hobbs), Tim Abell (Jeb Bucknell), Elizabeth Lackey (Mary Hobbs-Mercer), Mac Davis (Sceriffo Underwood), Beth Grant (Louisa Ashland), Tim DeKay (Robert Mercer), Gloria Stuart (Eliza Hoops)

### Trama
Jessica scopre uno sconvolgente e vecchio segreto di famiglia. Con il suo infallibile fiuto, si imbarca in un viaggio verso il profondo sud degli Stati Uniti per far luce sulla morte, avvenuta nel 1860, di uno schiavo di proprietà di una sua antenata.

## La ballata del ragazzo perduto
- Titolo originale: The Celtic Riddle
- Diretto da: Anthony Pullen Shaw
- Scritto da: Lyn Hamilton (romanzo), Rosemary Anne Sisson
- Cast: Angela Lansbury (Jessica Fletcher), Fionnula Flanagan (Margaret Byrne), Sarah-Jane Potts (Breeta Byrne), Peter Donat (Eamon Byrne), Cyril O'Reilly (Paddy Whelan), Lynn Wanlass (Nora Flood), Timothy V. Murphy (Ispettore O'Dwyer), Joe Michael Burke (Michael Davis), Andrew Connolly (Tom Molloy), Geraldine Hughes (Fiona Byrne), Helena Carroll (Kitty Murphy), Sean Lawlor (John Herlihy), Mark Sheppard (uomo nella vettura)

### Trama
Jessica è in vacanza in Irlanda, dove assiste alla lettura delle ultime volontà di Eamon Byrne. Il testamento contiene gli indizi per ritrovare un tesoro segreto, che costringe i membri di un'intera famiglia a mettere da parte l'astio per collaborare. Quando alcune morti sospette cominciano a susseguirsi, per Jessica arriva il momento di far entrare in azione il suo infallibile fiuto.